# 郝店镇
郝店镇，是中华人民共和国湖北省随州市广水市下辖的一个乡镇级行政单位。

## 行政区划
郝店镇下辖以下地区：
郝店街道社区、郝店村、红花山村、白龙村、孟畈村、铁城村、高楼村、严家湾村、双河村、响塘村、中峰寺村、黑河村、关店村、凤凰村、花山村、西冲村、张岗村和天生村。